# Johann Gottlieb Lehmann (Politiker)

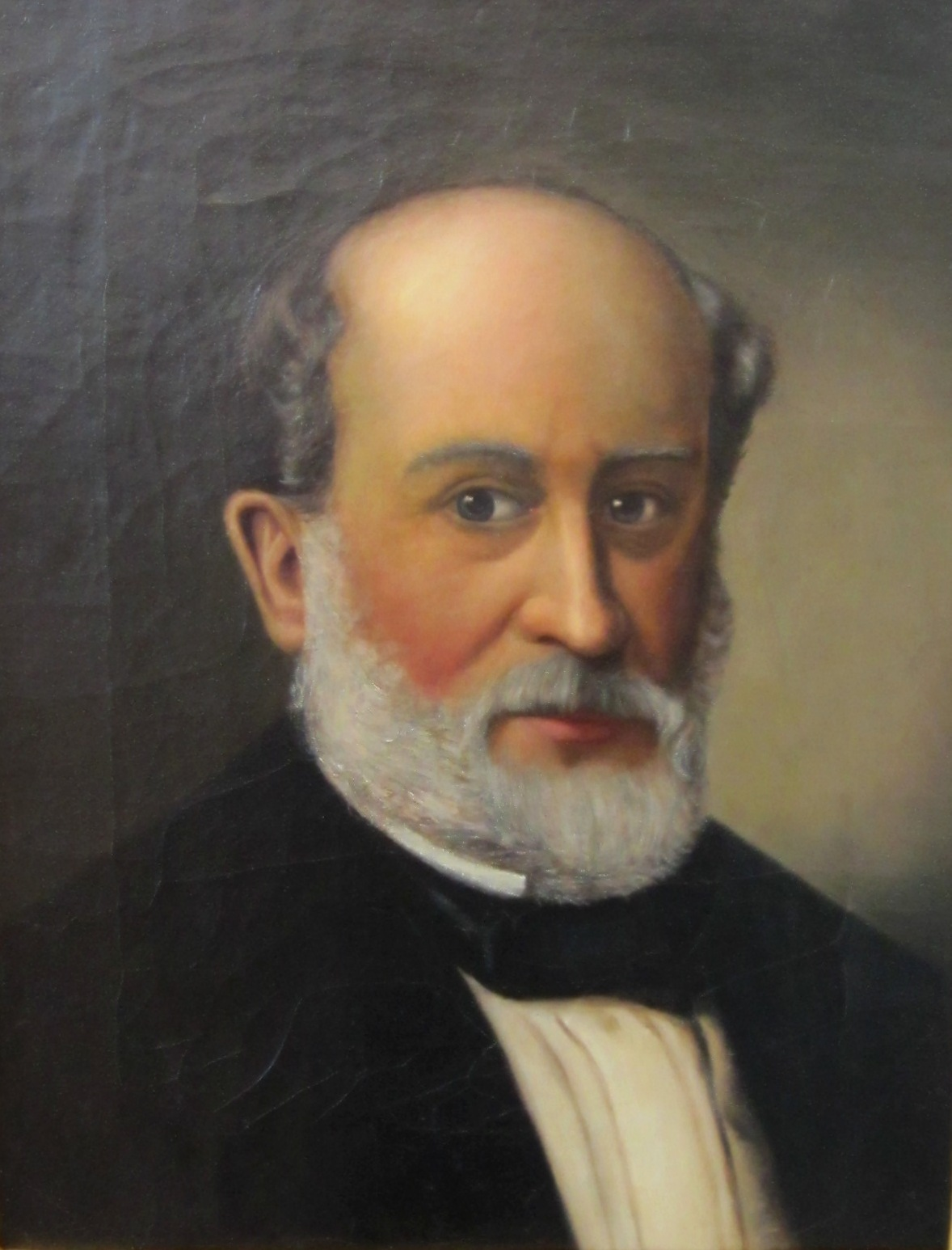
Johann Gottlieb Lehmann (Museum Viadrina)

Johann Gottlieb Lehmann (* 29. Juli 1781 in Quartschen bei Fürstenfelde i.d. Neumark, Brandenburg; † 3. Oktober 1853 in Diedersdorf, Brandenburg) war ein deutscher Jurist und Landrat vom Landkreis Lebus (1809–1816) sowie Oberbürgermeister der Stadt Frankfurt (Oder) (1816–1837).

## Leben
Sein Vater war der preußische Amtsrat Karl Friedrich Lehmann (1745–1814). 1799 war Johann Gottlieb Lehmann Student der Rechte an der Universität Viadrina in Frankfurt (Oder). Ab 1809 amtierte Lehmann als Landrat, bis er 1816 den Posten des Oberbürgermeisters in Frankfurt antrat. Er wurde in seinem Amt dreimal bestätigt: 22. Oktober 1818, 21. Dezember 1826 und am 16. Januar 1834.
Während seiner Amtszeit wurde 1822 die städtische Sparkasse gegründet. Mit der Errichtung vom Neuen Markt (später Wilhelmsplatz) wurde 1843 begonnen und auch das Anlegen des Lenné-Parkes fällt in seine Amtszeit. Ebenfalls bildete Frankfurt (Oder) ab 1816 einen selbständigen Kreis neben dem Lebuser Landkreis mit der Kreisstadt Frankfurt. Später wurde Frankfurt sogar zu einem selbständigen Stadtkreis.
Am 24. Juli 1837 legte er plötzlich noch vor Ende seiner Amtszeit den Posten nieder und zog sich auf sein Rittergut in Diedersdorf zurück. Dort verstarb er am 3. Oktober 1853. Weitere Güter gehörten ihm in Ober-Görlsdorf und Lipke (Warthe).